# 클리프 리처드
클리프 리처드 경(영어: Sir Cliff Richard, OBE, 1940년 10월 14일 ~ )은 잉글랜드의 음악가, 배우, 자선가다. 음반판매량만 2억 5천만 장을 달성하였으며, 영국에서만 싱글을 2,100만 장 팔아치웠는데 이는 영국 싱글 차트의 기록에 있어 비틀즈와 엘비스 프레슬리에 버금가는 기록이다.
음악을 시작했을 때만 해도 엘비스 프레슬리나 리틀 리처드의 창법을 입내낸, 반항적 로큰롤러의 모습을 내세웠다. 그리고 60년대 초까지, 즉 비틀즈가 나타나기 전까지 영국의 대중음악계를 주름잡고 있었다. 로큰롤 쪽으로도 꽤 성과는 있어서, 1958년 히트친 〈Move It〉은 영국이 낳은 최초의 진짜배기 로큰롤이라는 평가조차 얻었으며, 존 레논은 후일 "클리프와 더 섀도스가 있기 전까지 영국 음악이란 놈은 전혀 들을 게 못 됐다."고까지 말했다. 나중에는 점차 기독교적 믿음이 두터워지고, 더하여 음악도 보다 부드러운 것을 추구해 가는지라, 이미지는 온건한 것으로 탈바꿈되고, 아울러 현대 기독교음악에도 손을 대기 시작한다.
아이버 노벨로 어워드 2회, 브릿 어워드 3회 수상에 골드, 플래티넘 디스크 다량 보유. 영국 톱 20에 그가 집입시킨 싱글이며 앨범, EP는 130장으로 지금까지도 최다기록. 영국 톱 텐 싱글은 67장으로 엘비스 프레슬리에 버금가는 기록. 그 외 주요기록으로 영국 1위 싱글 14장, 유일히 여섯 십년대 동안 한 번도 빠짐없는 영국 싱글 1위 달성 등. 다만 미국에서는 영국에서처럼의 인기는 없었고, 다만 톱 40에 여덟 장을 넣는 데 그쳤다. 캐나다에서는 60년대 초, 70년대 말, 80년대 초에 꽤 인기가 있었고, 골드와 플래티넘 기록도 다소 존재한다.
지금까지도 그 인기가 식지 않은 곳으로는 호주, 뉴질랜드, 남아프리카, 북유럽, 아시아, 외 각국을 들 수 있겠다. 거의 평생을 영국에서 살다시피 했고, 2010년 바베이도스의 시민증을 얻어 순연이 없을 때면 이곳과 포르투갈에서 지내고 있다. 2019년 영국으로 재이사했다.

## 주요 음반
- 1961년: 《The Young Ones》
- 1963년: 《Summer Holiday》
- 1979년: 《Rock 'n' Roll Juvenile》
- 1987년: 《Always Guaranteed》
- 1998년: 《Real As I Wanna Be》
- 2004년: 《Something's Goin' On》

## 주요 히트곡
|  | 발표시기 순으로 정렬. 영국 싱글 차트 1위곡은 굵은 글씨로 표시함. |

- Move It (1958)
- Living Doll (1959)[주 1]
- Travellin' Light (1959)
- Please Don't Tease (1960)
- I Love You (1960)
- When the Girl in Your Arms Is the Girl in Your Heart (1961)
- The Young Ones (1962)
- The Next Time (1962)
- Bachelor Boy (1962)
- Summer Holiday (1963)
- Lucky Lips (1963)
- It's All in the Game (1963)
- Constantly (L'Edera) (1964)
- On the Beach (1964)
- The Minute You're Gone (1965)
- Visions (1966)
- In the Country (1966)
- Congratulations (1968)
- Big Ship (1969)
- Early in the Morning (1969)
- Devil Woman (1976)
- We Don't Talk Anymore (1979)
- Dreamin' (1980)
- Some People (1987)
- Mistletoe and Wine (1988)
- Saviour's Day (1990)
- Millennium Prayer (1999)

## 기타 작품
- 뮤지컬 《히스클리프(Heathcliff)》 (1997년)

## 상훈
- 1959년: 영국 음악잡지 《NME》 선정 최고 신인가수
- 1971년: NME 어워드 최우수 남자가수, 최우수 솔로 아티스트
- 1980년: 대영 제국 훈장 4등급(OBE) 수훈[13]
- 1995년: 기사작위(Knight Bachelor) 서임[14]

## 참고 문헌

### 내용주
1. ↑  1986년 편곡, 재발매한 버전도 영국 1위에 올랐다. 코믹 릴리프 기금 조성을 위해 더 섀도스의 행크 마빈, TV 시트콤 시리즈 《The Young Ones》 출연진과 협업했다. 재발매 버전은 영국을 비롯해 오스트레일리아, 벨기에, 아일랜드, 네덜란드, 뉴질랜드에서 1위에 올랐다.

### 참조주
1. ↑  Saul, Heather (2014년 8월 14일). “Sir Cliff Richard profile: A career spanning five decades”. 《The Independent》 (London). 2018년 5월 20일에 확인함.
2. ↑  “The Official Singles Charts' biggest selling artists of all time revealed!”. Official Chart Company. 2012년 6월 4일.
3. ↑  “Happy Birthday Cliff Richard!”. 《Contactmusic》. 2010년 10월 14일. 2011년 12월 10일에 확인함.
4. ↑  Glenn, Johsua (2012). 《Unbored: The Essential Field Guide to Serious Fun》. Bloomsbury. 91쪽. ISBN 978-1608196418. 2016년 8월 3일에 확인함.
5. ↑  “Top Hits from”. EveryHit. 2000년 3월 16일. 2012년 1월 29일에 확인함.
6. ↑  “Record-Breakers and Trivia”. 《everyHit.com》. 2013년 1월 7일에 확인함.
7. ↑  “Cliff Richard | Artist”. Official Charts. 2015년 12월 29일에 확인함.
8. ↑  Holden, Michael (2016년 6월 16일). “UK singer Cliff Richard will not face sex crime charges”. 《Reuters》 (London). 2016년 10월 18일에 원본 문서에서 보존된 문서. 2016년 10월 17일에 확인함.
9. ↑  “Canadian  certifications – Cliff Richard” (영어). 뮤직 캐나다.
10. ↑  Walker, Tim (2010년 9월 23일). “Sir Cliff Richard: Why Barbados beats Britain”. 《The Daily Telegraph》 (London). 2011년 1월 27일에 원본 문서에서 보존된 문서. 2011년 1월 26일에 확인함.
11. ↑  Boyle, Danny (2016년 4월 14일). “Sir Cliff Richard's beloved Algarve winery goes on sale for £7.5million”. 《The Daily Telegraph》 (London).
12. ↑  Mapstone, Lucy (2019년 5월 25일). “'Disillusioned' Cliff Richard leaves UK”. 《Perth Now》. 2019년 6월 14일에 확인함.
13. ↑  “Supplement to The London Gazette: 1980 New Year Honours”. 《런던 가제트》 (영어) (48059): 293. 1980년 1월 7일.
14. ↑  “Supplement to The London Gazette: 1995 Birthday Honours”. 《런던 가제트》 (영어) (54066): B2. 1995년 6월 16일.